# 'Ilm
'Ilm o I'lm (traslitterazione dall'arabo علم ) è un termine arabo che significa conoscenza, apprendimento o scienza. Sebbene il termine ‘’Al'ilm’’ possa significare "scienza" in arabo moderno, negli ambienti religiosi designa quasi esclusivamente la conoscenza del Corano. Il Corano incoraggia l'acquisizione di ogni tipo di conoscenza e, in particolare, la lettura e lo studio personali, secondo un principio di circolarità e autoreferenzialità caratteristico del pensiero islamico.
Il termine ricorre nella Sura 6, verso 148 e nella Sura 7, verso 7.
All’interno del Corano si trovano anche i termini 'arafa e faqiha che sono quasi sinonimi.

## Nella tradizione
Il Corano insegna che la conoscenza di Dio è superiore a quella degli uomini e quest'ultima viene da Dio stesso per grazia divina (Q:12;76 e Q:3;7, per esempio). Più volte chiama i credenti: "uomini dotati di intelligenza". Così si opera una distinzione tra coloro che possiedono la conoscenza e coloro che negano i segni. Analogamente, la Sura 13 precisa che, secondo Chebel, «solo Dio possiede l'autentica scienza, matrice di ogni conoscenza quaggiù».
In generale, nella tradizione islamica, si è cercato di sintetizzare la ragione con la rivelazione, favorendo lo studio della natura. Le conoscenze acquisite dalla ragione umana e quelle fornite dal Corano sono state considerate complementari: entrambe sono "segni di Dio" che consentono agli uomini di studiare e comprendere la natura.
Se nel mondo occidentale "conoscenza" significa informazione su qualcosa, di divino o corporeo, dal punto di vista islamico 'ilm è un termine onnicomprensivo che copre teoria, azione ed educazione, non si limita all'acquisizione della sola conoscenza, ma abbraccia anche aspetti sociopolitici e morali. Richiede intuizione, impegno per gli obiettivi dell'Islam e perché i credenti agiscano in base alle proprie convinzioni. Inoltre, negli hadith è riportato che «la conoscenza non è un apprendimento approfondito; piuttosto, è una luce che Dio getta nel cuore di chi vuole».
Secondo Allameh Muzaffar, Allah conferisce agli esseri umani la facoltà della ragione e dell'argomentazione. Inoltre Allah ordina all'uomo di dedicare del tempo a pensare attentamente alla creazione, mentre si riferisce a tutte le cose create come ai segni della sua potenza e gloria. Questi segni abbracciavano tutto l'universo. Inoltre, esiste una somiglianza tra l'umano come piccolo mondo e l'universo come grande mondo. Allah non accetta la fede di coloro che lo seguono senza pensare e solo con l'imitazione, bensì li incolpa per tale azione. 
In altre parole, gli esseri umani sono chiamati a pensare all'universo con la ragione e l’intelletto, una facoltà conferitaci da Allah. IL Corano richiede l’acquisizione della conoscenza e spiega lo studio e lo sviluppo delle scienze durante l’epoca d'oro islamica.
Gli Sciiti enfatizzano il ruolo dell’intelletto, fino al punto di ricondurre la profezia all’uso di questa facoltà.
Secondo il Corano, la scienza divina è stata data in modo particolare ai profeti Il Corano associa la conoscenza al cuore., "organo sottile e divino e non [...] fisico". Questa relazione tra il cuore e la conoscenza si trova nel sufismo 
Secondo alcuni studiosi, esiste un significato di Ilm che muove al di là della ragione. Ad esempio, il mistico sufi ben Arabi (1165-1240) distingueva tre livelli di conoscenza. In primo luogo, c'è la conoscenza basata sulla ragione ('ilm al-'aql), ottenuta mediante riflessione; in secondo luogo, c'è una conoscenza basata sugli stati ('ilm al-ahwal), che si potrebbe chiamare empirica: ben Arabi esemplifica a dolcezza del miele, l'amarezza dell'aloe e il piacere del rapporto sessuale, qualità che non si possono conoscere senza "assaggiarle"; da ultimo, esiste la conoscenza dei misteri ('ulum al-asrar), talvolta chiamati gnosis (ma'rifa),  che è specifica dei profeti e dei santi. 
Risulta del tutto inutile cercare di acquisire questo terzo tipo di conoscenza poiché essa rimane nascosta per la maggior parte dei mortali, e poiché si riceve solamente quando una luce divina viene infusa nei cuori di coloro che sono predisposti a riceverla. Questa conoscenza include la conoscenza del primo grado, ad eccezione del fatto che non è acquisita per riflessione, mentre la conoscenza del secondo grado copre tutto tranne l'essenza inconoscibile.